# ریچارد ا. فرنکیل
ریچارد ا. فرنکیل (انگلیسی: Richard H. Frenkiel؛ زادهٔ ۴ مارس ۱۹۴۳) مهندس اهل ایالات متحده آمریکا است.
وی همچنین برندهٔ جوایزی همچون مدال الکساندر گراهام بل آی‌تریپل‌ئی، عضو پیوسته انجمن مهندسان برق و الکترونیک، جایزه چارلز استارک دراپر، و مدال ملی فناوری و نوآوری شده‌است.